# Grand prix national du théâtre
Le grand prix national du théâtre a été créé en 1969, et a été attribué jusqu'en 1997, année à partir de laquelle il a été intégré aux grand prix national des arts du spectacle vivant.
Il est décerné par la direction du Théâtre et des Spectacles au ministère de la Culture.

## Historique
Un arrêté du 25 mai 2005 supprime le prix littéraire.

## Liste des lauréats

### Grand prix national du théâtre
- 1969 : Eugène Ionesco
- 1970 : Jean Dasté
- 1971 : Jacques Lemarchand
- 1972 : Madeleine Renaud
- 1973 : Jean-Denis Malclès
- 1974 : Jean-Louis Barrault
- 1975 : Samuel Beckett
- 1976 : Roger Blin
- 1977 : François Périer
- 1978 : Jacques Noël
- 1979 : Roland Dubillard
- 1980 : Jean Anouilh
- 1981 : Andrée Tainsy
- 1982 : André Acquart
- 1983 : Denise Gence
- 1984 : Laurent Terzieff
- 1985 : Ariane Mnouchkine
- 1987 : Antoine Vitez
- 1988 : Armand Gatti
- 1989 : Pierre Dux
- 1990 : Maria Casarès
- 1991 : Claude Régy
- 1992 : Jérôme Deschamps
- 1993 : Jacques Mauclair
- 1994 : Michel Bouquet
- 1995 : Patrice Chéreau
- 1996 : Jean-Luc Courcoult

### Grand prix national des arts du spectacle vivant
- 1998 : Jacques Lassalle et Boris Charmatz
- 1999 : Mathilde Monnier